# Túnel Sá Freire Alvim
Koordinaten: 22° 58′ 41″ S, 43° 11′ 35″ W
Der Túnel Sá Freire Alvim ist ein Straßentunnel in der brasilianischen Stadt Rio de Janeiro. Er unterquert im Stadtteil Copacabana den Morro do Cantagalo und verbindet die Rua Barata Ribeiro mit der Rua Raul Pompéia. Seine Länge beträgt 326 Meter.
Der Bau des Tunnels wurde im Oktober 1953 unter dem Bürgermeister Dulcídio Cardoso projektiert. Die Bohrungen für den 18 Meter breiten Tunnel wurden durch die Firma Palatinato Construções S/A durchgeführt. Die Eröffnung fand im Januar 1960 statt.
Benannt ist der Tunnel nach José Joaquim de Sá Freire Alvim, dem letzten Bürgermeister des damaligen Distrito Federal.